# Mikajel Masmanjan
Mikajel Dawiti Masmanjan (armenisch Միքայել Դավիթի Մազմանյան, russisch Микаэл Давидович Мазманян; * 9. Novemberjul. / 21. November 1899greg. in Tiflis; † 29. Oktober 1971 in Jerewan) war ein  armenisch-sowjetischer Architekt, Stadtplaner und Hochschullehrer.

## Leben
Masmanjan, Sohn eines Handwerkers, besuchte in Tiflis 1907–1910 die Grundschule und 1911–1918 die armenische Nerses-Schule. 1916 kopierte er Fresken für Nikolai Jakowlewitsch Marr in Ani. Er nahm an Ausstellungen der Vereinigung armenischer Künstler 1917 und 1919 in Tiflis teil. 1919–1921 gab er Zeichenunterricht in Grundschulen.
1921 ging Masmanjan nach Moskau und studierte am Höheren Künstlerisch-Technischen Institut zunächst in der Malerei-Fakultät und dann in der Architektur-Fakultät. Er arbeitete in den Ateliers von Nikolai Alexandrowitsch Ladowski und Wiktor Alexandrowitsch Wesnin, bei denen er die Prinzipien des Rationalismus und des Konstruktivismus kennenlernte. Masmanjan suchte nach Wegen zur Anpassung der neuen Architektur an die Besonderheiten Armeniens. Gegenstände seiner Studienarbeiten waren ein Theater in Jerewan und Wohnhäuser für Armenien. Als Diplomarbeit zum Abschluss des Studiums 1929 entwarf er einen Kultur- und Erholungspark in Moskau, der von der Zeitschrift Moskaus Bauen 1929 gewürdigt wurde.
Masmanjan war Gründungsmitglied der 1929 gegründeten Allrussische Vereinigung der Proletarischen Architekten (WOPRA) (zusammen mit Karo Halabjan, Alexander Wassiljewitsch Wlassow, Wladimir Babenkow und Wiktor Baburow). Die WOPRA lehnte den Konstruktivismus ab und erstrebte einen neuen Baustil entsprechend dem politischen System des sowjetischen Staates. Dafür sollte die Methode der marxistischen Analyse auf die Analyse der Kunst der früheren Generationen angewendet werden.
Nach dem Studium wurde Masmanjan nach Armenien abkommandiert. 1929–1931 arbeitete er als Seniorarchitekt im armenischen Stadtbauunternehmen Armgostroje, nach dessen Reorganisation er 1932 Leiter der Staatlichen Architektur-Planungswerkstatt Nr. 3 wurde. Daneben war er 1930–1935 erster Direktor des Jerewaner Polytechnischen Instituts und lehrte dort Architektur-Projektierung. In diesen Jahren projektierte und baute er zusammen mit Karo Halabjan und Geworg Kotschar diverse Objekte in Jerewan, die die sich bildende neue armenische Architekturschule charakterisierten. Stadtplanerisch war Masmanjan insbesondere in Leninakan und Kirowakan tätig. Auch arbeitete er wissenschaftlich und veröffentlichte Arbeiten zur armenischen Architektur. Masmanjan war Geschäftsführungsmitglied der Union der Architekten Armeniens und wurde auf dem 1. Allunionskongress der 1932 gegründeten Union der Sowjetischen Architekten in Moskau zum Mitglied der Geschäftsführung der Union der Sowjetischen Architekten gewählt.
Im September 1937 wurde Masmanjan verhaftet und wegen Nationalismus und Mitgliedschaft in einer trotzkistisch-bucharinschen Gruppe verurteilt. 1939 wurde er nach Norilsk verbannt. Dort arbeitete er im Projektkontor des Montan-Metallurgischen Kombinats als Seniorarchitekt und Leiter der Planungsgruppe der Stadt Norilsk. Er entwickelte die Generalpläne für Norilsk (zusammen mit Geworg Kotschar und Witold Stanislawowitsch Nepokoitschizki) und Dudinka sowie für Industriekomplexe, Montanunternehmen und Ansiedlungen. 1954 wurde er freigelassen und rehabilitiert.
Masmanjan kehrte 1954 nach Jerewan zurück und leitete die Generalplanwerkstatt des Projektinstituts Jerewanprojekt. In den 1960er Jahren leitete er die Arbeiten für die Erstellung eines neuen Generalplans für Jerewan mit einer geschätzten Bevölkerung von 1.100.000 Einwohnern im Jahr 2000, der 1971 genehmigt wurde. Diverse Wohnviertel wurden projektiert, darunter auch Adschapnjak (1955–1965).
Masmanjan wurde 1957 in den Kirchenrat gewählt, und er war bis zu seinem Tode Vorsitzender der Baukommission der Armenischen Apostolischen Kirche.

## Ehrungen, Preise
- Orden des Roten Banners der Arbeit
- Ehrenzeichen der Sowjetunion
- Verdienter Künstler der Armenischen Sozialistischen Sowjetrepublik (1959)
- Verdienter Architekt der Armenischen Sozialistischen Sowjetrepublik (1968)

## Werke

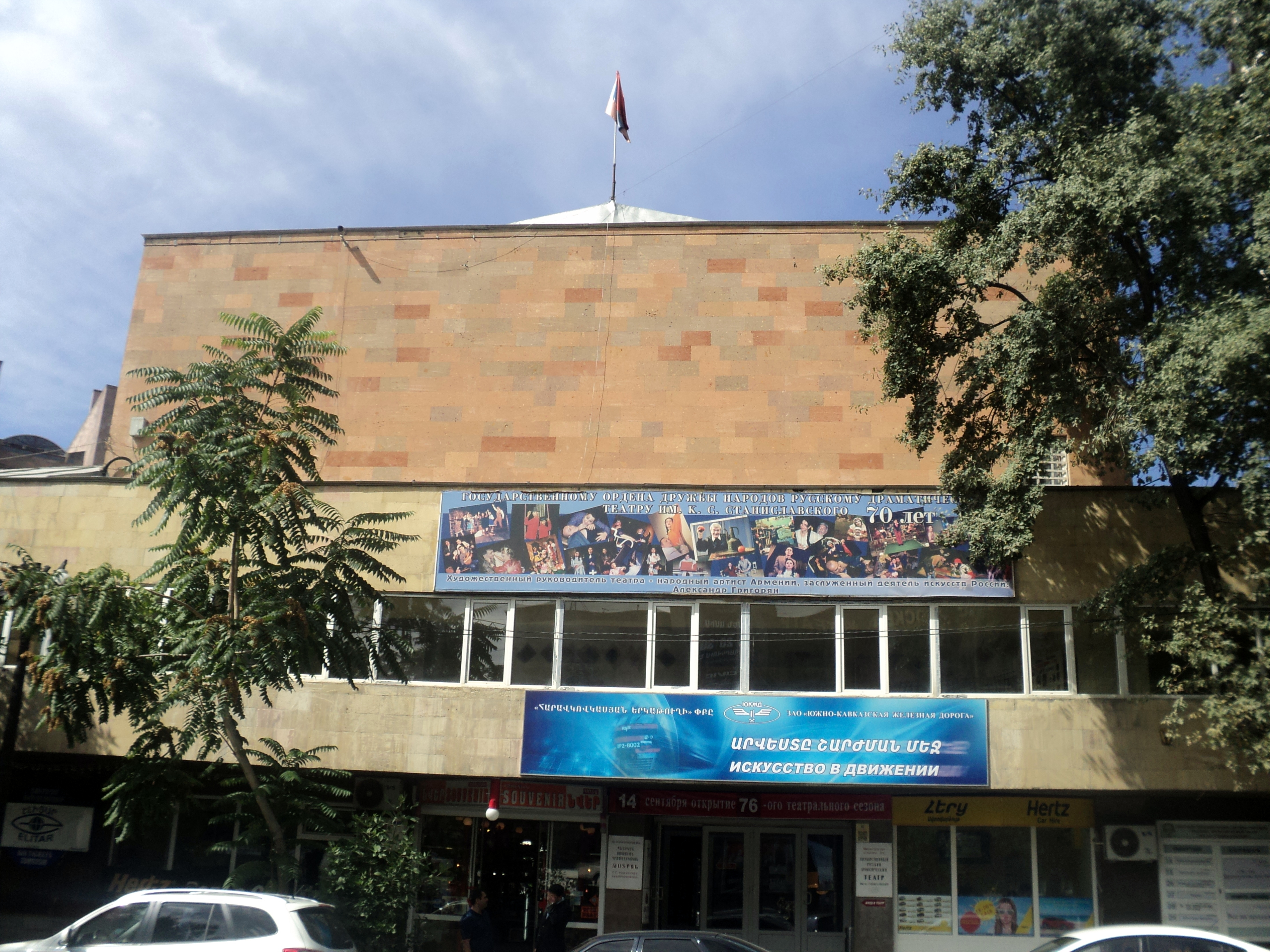
Klub der Baumeister (Halabjan, Kotschar, Masmanjan 1929, jetzt Jerewaner Staatliches Russisches Stanislawski-Theater)
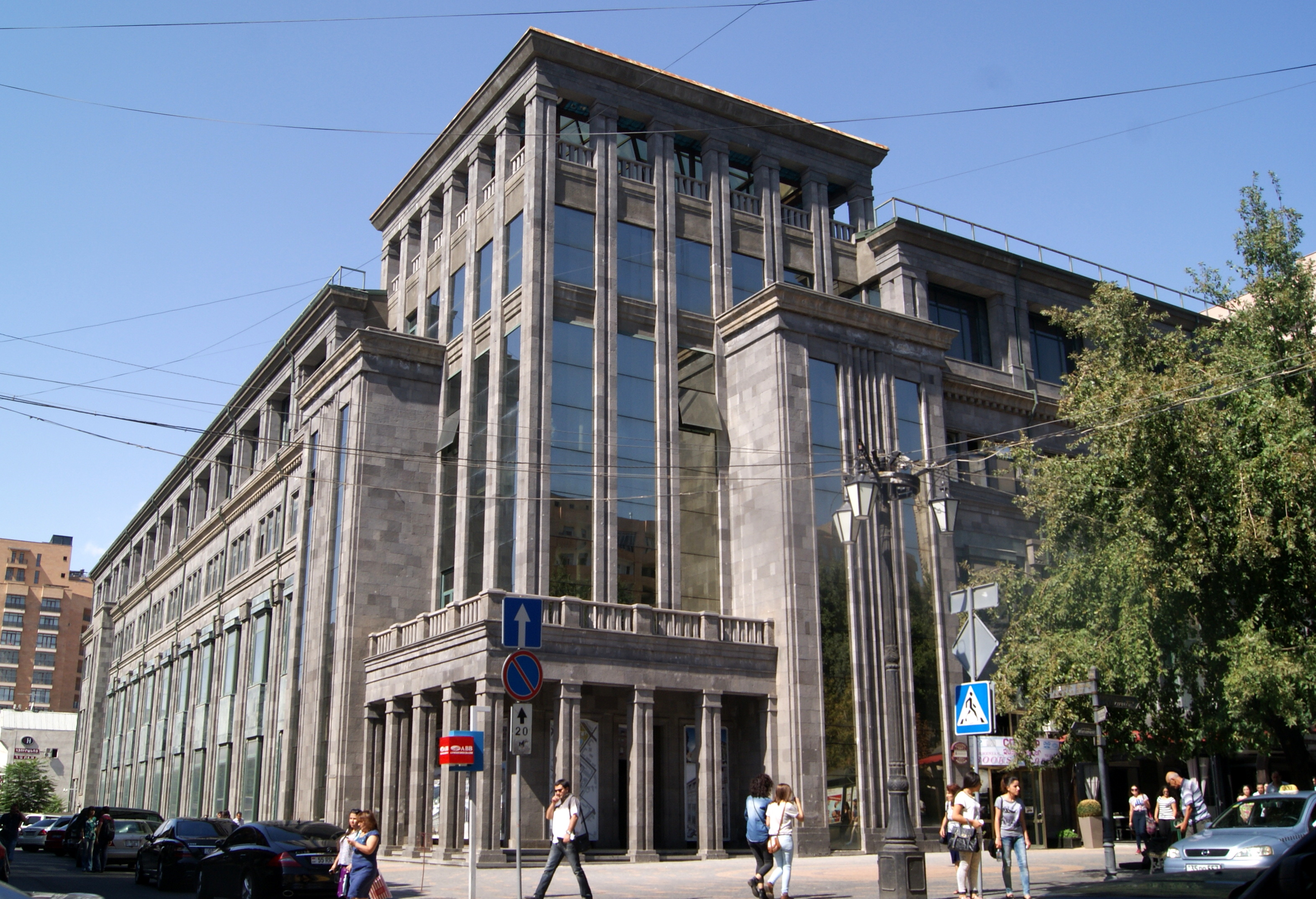
Kaufhaus Kinderwelt, Kentron, Jerewan (Masmanjan, Howhannes Margarjan, Kotschar 1935–1937)
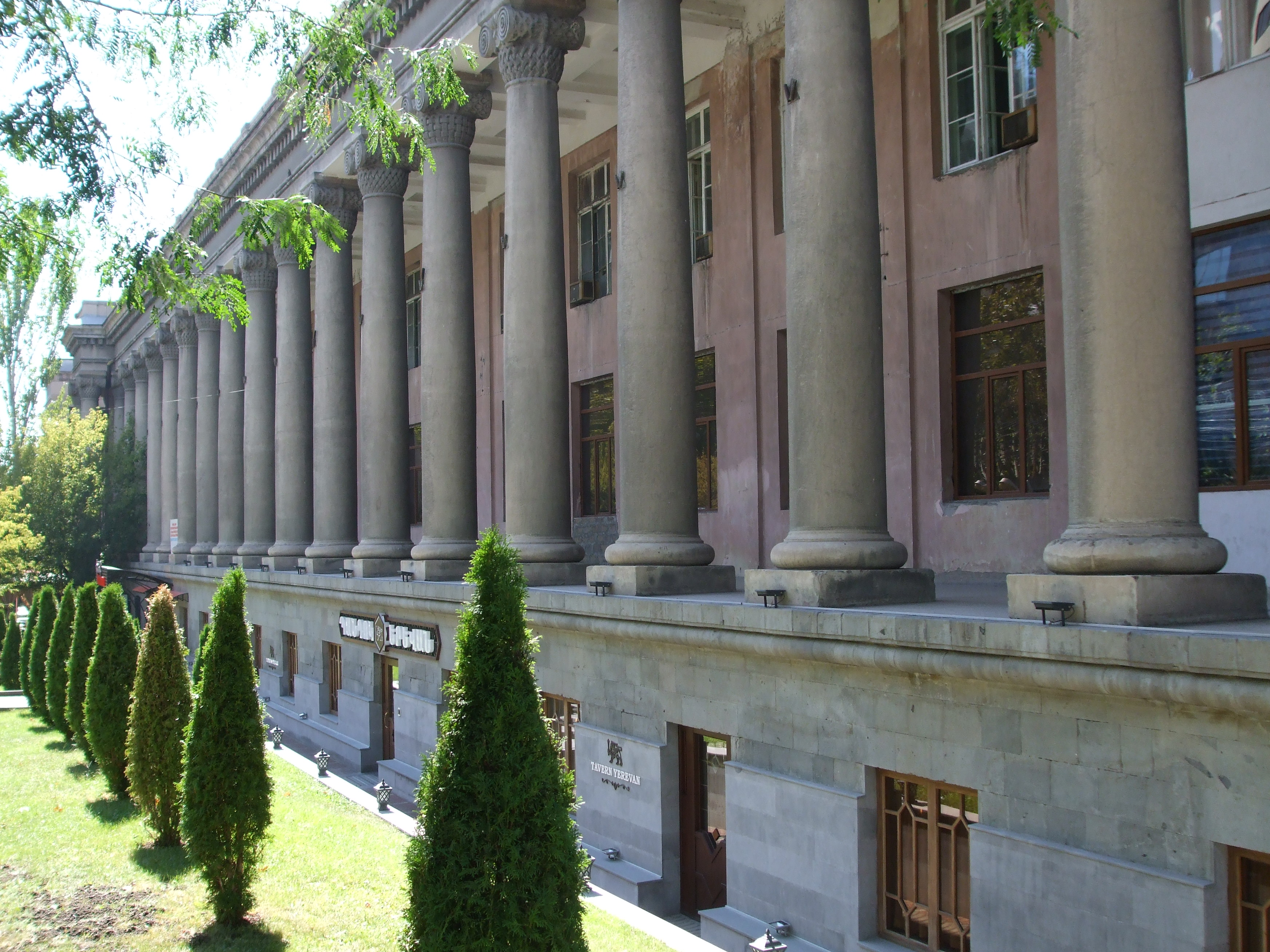
Haus des Buchhandels, Kentron, Jerewan (Masmanjan, Margarjan 1935–1940, seit 1967 Jerewaner Theater)
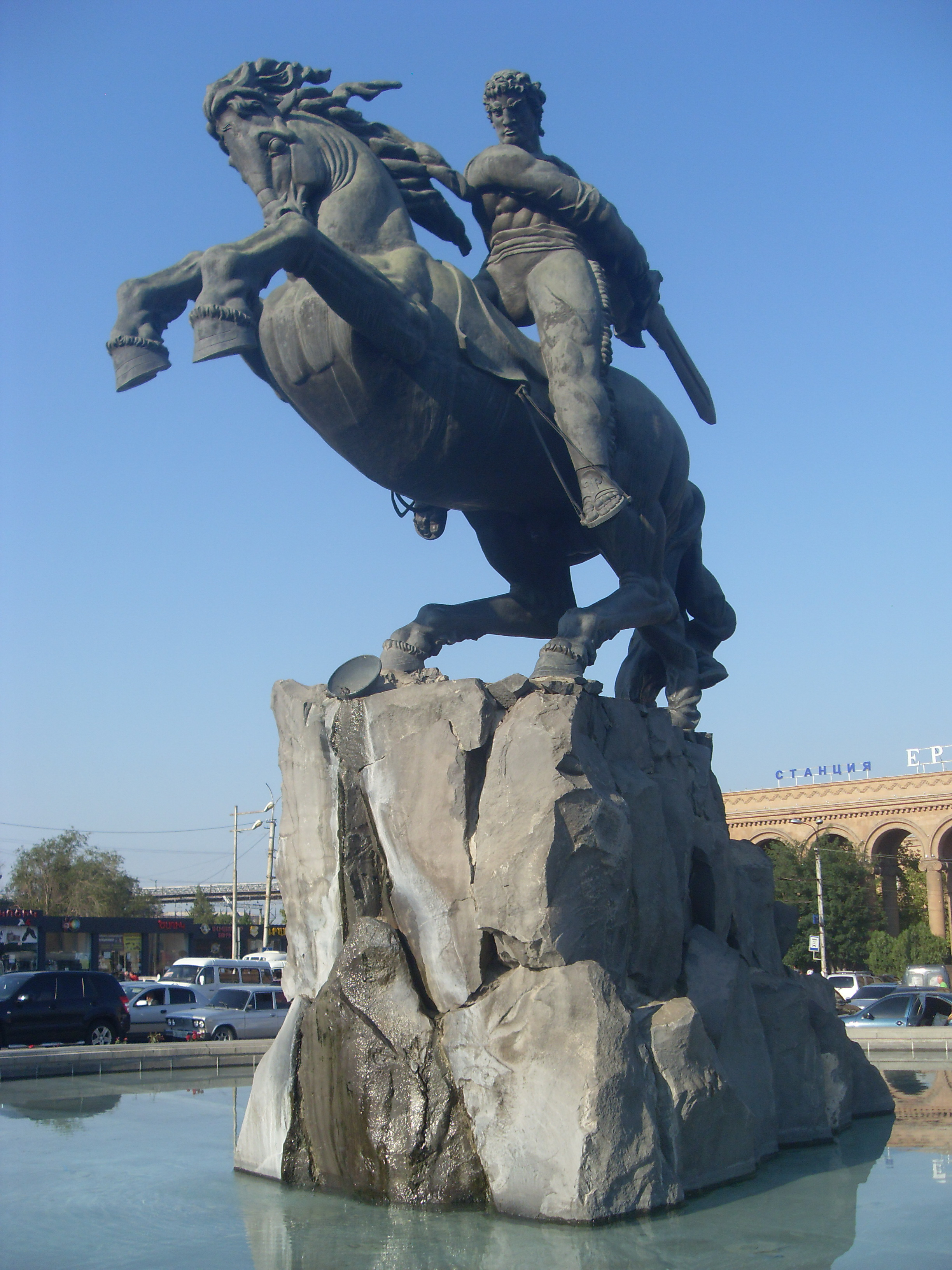
David von Sasun, Jerewan (Jerwand Kotschar, Masmanjan 1959)